# Lee (Street Fighter)
Lee (李)  es un personaje ficticio de los videojuegos de pelea Street Fighter.

## Historia
Es un artista marcial chino que pelea en el primer torneo de Street Fighter, con la muralla china como escenario. Los hermanos Yun y Yang de Street Fighter III son sus sobrinos. Incluso Yun es muy similar a Lee, ya que también se viste con cola de caballo y gorro, además de compartir el Zesshou Hohou, que le habría enseñado el mismo Lee. No se sabe que ha sucedido con Lee después de Street Fighter I.

## Otras Apariciones
Lee también hace una aparición en el Street Fighter Legends: Chun-li, en la que se muestra desafiante con Fei Long en una pelea en la inauguración de una exposición de arte chino. Lee con pasión pregunta a Fei Long sobre el derecho de presentar la exposición, en la creencia de que no es más que un actor sin habilidades marciales reales.
Luchó en el manga Sakura Sakura Ganbaru. También hace una aparición en SNK vs Capcom: Card Fighters Clash. Lee también hace una aparición en el cómic Udon, Street Fighter Legends: Chun-Li en la que se muestra desafiante a Fei Long en una pelea en la inauguración de una exposición de arte chino. 
Lee le pregunta a Fei Long de manera ansiosa como presentar la exposición, en la creencia de que no es más que un actor sin destreza marcial real. Los dos luchan en el centro de la presentación, en la que Fei Long sale totalmente victorioso.

## Curiosidades
- Hay un personaje del mismo nombre en la serie de SNK, Art of Fighting, con unos movimientos similares a los de Lee. Esto podría ser algo más que una coincidencia, ya que es conocido el hecho de que el equipo de desarrollo que trabajó en primer Street Fighter dejó Capcom unió a SNK.

- Otro personaje en el juego Fighter's History, de Data East, también compartía nombre y set de movimientos con Lee. Dado que este no era el único caso de lo que Capcom creía, una infracción de derechos de autor, ambas compañías fueron a un juicio.

- En la versión de NES de Double Dragon III, ahí un personaje que corresponde al nombre de Lee, con la misma apariencia y los mismos movimientos.

- El escenario de la Gran Muralla en Street Fighter Alpha es muy reminiscencte al fondo de Lee.

- En el final de Yang en Super Street Fighter IV, Chun-Li menciona que ella está pagando sus respetos al Maestro Lee. Esto podría implicar que él ha fallecido, o que ella lo está visitando, por lo que muchos fanes quedaron en duda.

- Datos: Q5972451